# Роваши
Роваши или скинкови (Scincidae) су породица гуштера из инфрареда Scincomorpha, која укључује више од 1.500 описаних врста, породица роваша једна је од најразноликијих породица гуштера.

## Потпородице и родови
Многи родови, на пример Mabuya, још увек су недовољно проучени, а њихова систематика је контроверзна.
Потпородица Acontinae
- Acontias (25 врста)
- Typhlosaurus (5 врста)

Потпородица Egerniinae
- Bellatorias (3 врсте)
- Corucia (1 врста)
- Cyclodomorphus (9 врста)
- Egernia (17 врста)
- Liopholis (12 врста)
- Lissolepis (2 врсте)
- Tiliqua (7 врста)
- Tribolonotus (10 врста)

Потпородица Eugongylinae
- Ablepharus (10 врста)
- Acritoscincus (3 врсте)
- Anepischetosia (1 врста)
- Austroablepharus (3 врсте)
- Caesoris (1 врста)
- Caledoniscincus (14 врста)
- Carinascincus (8 врста)
- Carlia (46 врста)
- Celatiscincus (2 врсте)
- Cophoscincopus (4 врсте)
- Cryptoblepharus (53 врсте)
- Emoia (78 врста)
- Epibator (3 врсте)
- Eroticoscincus (1 врста)
- Eugongylus (5 врста)
- Geomyersia (2 врсте)
- Geoscincus (1 врста)
- Graciliscincus (1 врста)
- Harrisoniascincus (1 врста)
- Kanakysaurus (2 врсте)
- Kuniesaurus (1 врста)
- Lacertaspis (5 врста)
- Lacertoides (1 врста)
- Lampropholis (14 врста)
- Leiolopisma (5 врста)
- Leptosiaphos (18 врста)
- Liburnascincus (4 врсте)
- Lioscincus (2 врсте)
- Lobulia (8 врста)
- Lygisaurus (14 врста)
- Marmorosphax (5 врста)
- Menetia (5 врста)
- Morethia (8 врста)
- Nannoscincus (12 врста)
- Oligosoma (52 врсте)
- Panaspis  (21 врста)
- Phaeoscincus (2 врсте)
- Phasmasaurus (2 врсте)
- Phoboscincus (2 врсте)
- Proablepharus (2 врсте)
- Pseudemoia (6 врста)
- Pygmaeascincus  (3 врсте)
- Saproscincus (12 врста)
- Sigaloseps  (6 врста)
- Simiscincus (1 врста)
- Tachygia (1 врста)
- Techmarscincus (1 врста)
- Tropidoscincus (3 врсте)

Потпородица Lygosominae
- Haackgreerius (1 врста)
- Lamprolepis (3 врсте)
- Lygosoma (32 врсте)
- Mochlus (18 врста)

Потпородица Mabuyinae
- Alinea (2 врсте)
- Aspronema (2 врсте)
- Brasiliscincus (3 врсте)
- Capitellum (3 врсте)
- Chioninia (7 врста)
- Copeoglossum (5 врста)
- Dasia (10 врста)
- Eumecia (2 врсте)
- Eutropis (46 врста)
- Exila (1 врста)
- Heremites (3 врсте)
- Lubuya (1 врста)
- Mabuya (9 врста)
- Manciola (1 врста)
- Maracaiba (2 врсте)
- Marisora (13 врста)
- Notomabuya (1 врста)
- Otosaurus (1 врста)
- Panopa (2 врсте)
- Psychosaura (2 врсте)
- Spondylurus (17 врста)
- Toenayar (1 врста)
- Trachylepis (87 врста)
- Varzea (2 врсте)
- Vietnascincus (1 врста)

Потпородица Sphenomorphinae
- Anomalopus (7 врста)
- Asymblepharus (9 врста)
- Calyptotis (5 врста)
- Coeranoscincus (2 врсте)
- Coggeria (1 врста)
- Concinnia (8 врста)
- Ctenotus (102 врсте)
- Eremiascincus (15 врста)
- Eulamprus (5 врста)
- Fojia (1 врста)
- Glaphyromorphus (11 врста)
- Hemiergis (7 врста)
- Insulasaurus (4 врсте)
- Isopachys (4 врсте)
- Kaestlea (5 врста)
- Lankascincus (10 врста)
- Larutia (9 врста)
- Leptoseps (2 врсте)
- Lerista (99 врста)
- Lipinia (32 врсте)
- Nangura (1 врста)
- Notoscincus (2 врсте)
- Ophioscincus (3 врсте)
- Orosaura (1 врста)
- Papuascincus (4 врсте)
- Parvoscincus (24 врсте)
- Pinoyscincus (5 врста)
- Prasinohaema (5 врста)
- Ristella (4 врсте)
- Saiphos (1 врста)
- Scincella (38 врста)
- Silvascincus (2 врсте)
- Sphenomorphus (112 врста)
- Tropidophorus (29 врста)
- Tumbunascincus (1 врста)
- Tytthoscincus (23 врсте)

Потпородица Scincinae
- Amphiglossus (2 врсте)
- Ateuchosaurus (2 врсте)
- Barkudia (2 врсте)
- Brachymeles (42 врсте)
- Brachyseps (8 врста)
- Chalcides (32 врсте)
- Chalcidoseps (1 врста)
- Eumeces (6 врста)
- Eurylepis (2 врсте)
- Feylinia (6 врста)
- Flexiseps (15 врста)
- Gongylomorphus (3 врсте)
- Grandidierina (4 врсте)
- Hakaria (1 врста)
- Janetaescincus (2 врсте)
- Jarujinia (1 врста)
- Madascincus (12 врста)
- Melanoseps (8 врста)
- Mesoscincus (3 врсте)
- Nessia (9 врста)
- Ophiomorus (12 врста)
- Pamelaescincus (1 врста)
- Paracontias (14 врста)
- Plestiodon (50 врста)
- Proscelotes (3 врсте)
- Pseudoacontias (4 врсте)
- Pygomeles (3 врсте)
- Scelotes (22 врсте)
- Scincopus (1 врста)
- Scincus (5 врста)
- Scolecoseps (4 врсте)
- Sepsina (5 врста)
- Sepsophis (1 врста)
- Typhlacontias (7 врста)
- Voeltzkowia (3 врсте)